# 爱云溪蟹属
爱云溪蟹属（学名：Aiyunamon）是溪蟹科的一属。属名以为中国淡水蟹分类学作出很大贡献的戴爱云的名字命名。中国从前被归入东方溪蟹属（Eosamon）的溪蟹现在都转移到了本属。

## 下属物种
本属包括以下物种：
- 戴氏爱云溪蟹 Aiyunamon daiae (Zang & Sun, 2020)
- 泸水爱云溪蟹 Aiyunamon lushuiense (Dai & G.-X.Chen, 1985)
- 腾冲爱云溪蟹 Aiyunamon tengchongense (Dai & G.-X.Chen, 1985)
- 胖爱云溪蟹 Aiyunamon tumidum (Wood-Mason, 1871)